# منتخب ألمانيا للريشة الطائرة
منتخب ألمانيا لتنس الريشة (بالألمانية: Deutsche Badmintonnationalmannschaft)‏ هو ممثل ألمانيا الرسمي في المنافسات الدولية في كرة الريشة .